# Slowplay
Slowplay (deutsch langsames Spiel, Gegenteil fast oder schnell spielen) ist eine Spielweise beim Poker.
Ein Spieler mit der wahrscheinlich führenden Hand spielt nicht oder nur wenig an und gibt Schwäche vor, um die Gegner zu täuschen. Die Taktik ist also nahe mit dem Bluff verwandt, die Vorgehensweise ein genaues Spiegelbild des Bluffens.
Trotz der wörtlichen Übersetzung langsam spielen hat die Taktik nichts mit dem Tempo der Entscheidung zu tun, es geht nur um Setzhöhe im Verhältnis zur Stärke der Hand.
Die Spielweise ist bei vielen Pokerspielern weit verbreitet, es gibt aber auch Gegner. Das Hauptproblem an der Vorgehensweise ist, dass sich die Gegner durch die geringen Einsätze eine bessere Hand zusammenstellen können. 
Abgesehen von diesen Nachteilen kommt natürlich auch weniger Geld in den Pot.